# Woodend of Cluny
 Der  Woodend of Cluny (auch Ton Burn oder Woodend genannt) ist ein etwa 3,25 m hoher Menhir (englisch Standing Stone) aus grauem Whinstone. Er steht nördlich der Woodend Farm südwestlich von Kemnay nahe am Fluss Ton Burn in Aberdeenshire in Schottland. 
Der seit 2007 unter Schutz gestellte exakt quaderartige Stein von 1,35 × 1,18 m Querschnitt hat unten etwa 4,07 m und auf der Höhe von 1,9 m 4,34 m Umfang.
In seiner Nähe steht der Menhir Lang Stane o’Craigearn.